# L'age de monsieur est avancé
L'âge de monsieur est avancé é um comédia cinematográfica francesa dirigida por Pierre Etaix.

## Elenco
- Pierre Etaix
- Nicole Calfan
- Jean Carmet